# Artūrs Garonskis
Artūrs Garonskis (ur. 25 maja 1957 w Rydze) – łotewski wioślarz reprezentujący ZSRR, srebrny medalista olimpijski i wicemistrz świata.

## Kariera
W 1975 był mistrzem świata juniorów w dwójce ze sternikiem. 
Wystąpił na igrzyskach olimpijskich w Moskwie w 1980, gdzie osada ZSRR w składzie: Artūrs Garonskis, Dimants Krišjānis, Dzintars Krišjānis, Žoržs Tikmers i Juris Bērziņš (sternik) zdobyła srebrny medal w czwórkach ze sternikiem. W finale uplasowali się o 4,54 sekundy za osadą NRD i o 3,47 sekundy przed osadą Polski. Był to jego jedyny start olimpijski.
W tej samej konkurencji zdobywał również srebrny medal na mistrzostwach świata w Bledzie (1979).
Kształcił się na Ryskim Uniwersytecie Technicznym, następnie ukończył Łotewską Szkołę Policyjną.